# Lei (canal de televisão)
Lei (em português:  Ela) é um canal de televisão italiano de entretenimento dedicado a audiência feminina.

## Programação
- 30 Rock
- Afterlife
- Mistresses
- Profiler
- Socias
- Strictly Confidential
- The Bionic Woman
- The Practice
- The Real Housewives of New York City
- Veronica's Closet